# Албешти (Васлуй)
Албешти (рум. Albești) — коммуна в составе жудеца Васлуй (Румыния).

## Состав
В состав коммуны входят следующие населённые пункты (данные о населении за 2002 год)::
- Корни-Албешти (рум. Corni-Albești) — 1396 жителей
- Албешти (рум. Albești) — 1206 жителей
- Красна (рум. Crasna) — 529 жителей
- Гура Албешти (рум. Gura Albești) — 164 жителя

## География
Коммуна расположена в 267 км к северо-востоку от Бухареста, 18 км к юго-востоку от Васлуя, 76 км к югу от Ясс, 120 км к северу от Галаца.

## Население
По данным переписи населения 2002 года в коммуне проживали 3295 человек.

### Национальный состав
| Национальность | Кол-во человек | Процент |
| -------------- | -------------- | ------- |
| Румыны         | 3294           | > 99,9% |
| Венгры         | 1              | < 0,1%  |

### Родной язык
| Язык       | Кол-во человек | Процент |
| ---------- | -------------- | ------- |
| Румынский  | 3294           | > 99,9% |
| Венгерский | 1              | < 0,1%  |

### Вероисповедание
| Вероисповедание | Кол-во человек | Процент |
| --------------- | -------------- | ------- |
| Православные    | 3066           | 93,1%   |
| Бретрены        | 160            | 4,9%    |
| Адвентисты      | 57             | 1,7%    |
| Лютеране        | 4              | 0,1%    |
| Римо-католики   | 2              | 0,1%    |
| Греко-католики  | 1              | < 0,1%  |
| Старообрядцы    | 1              | < 0,1%  |
| Нерелигиозные   | 1              | < 0,1%  |